# ジャンボ杉田
ジャンボ杉田（ジャンボ すぎた）は、日本の元俳優。
芸名の由来は身長が2メートル近くあったことから。また、一時期内田裕也の付き人を務めていた。

## 出演作品

### 映画
- ねらわれた学園（1981年、東宝） - 城南高校剣道部大将 役
- 水のないプール（1982年、東映セントラルフィルム）
- ア・ホーマンス（1986年、東映） - 浮浪者 役
- マルサの女（1987年、東宝） - 蜷川の子分 役
- マルサの女2（1988年、東宝） - トミ 役
- 極道の妻たち 最後の戦い（1990年、東映） - 明石幸男 役
- 極道の妻たち 赫い絆（1995年、東映）
- キッズ・リターン（1996年、オフィス北野） - 大男 役

### テレビドラマ
- 刑事ヨロシク（1982年、TBS） - ジャンボ 役
- ねらわれた学園 第5話「超能力大爆発!」（1982年、フジテレビ）
- ザ・サスペンス「みだらな女神たち」（1983年6月4日、TBS）
- スケバン刑事II 少女鉄仮面伝説 第18話「サキ、男子校入学!?ツッパリ・ハイスクール!!」（1985年、フジテレビ）